# Sorapilla
Sorapilla là một chi rêu trong họ Sorapillaceae.